# Luigi Antonio Tami
Luigi Antonio Tami, detto Eros (Tricesimo, 1º giugno 1923 – Raspano, 20 ottobre 1944), è stato un antifascista e partigiano italiano, medaglia d'oro al valor militare.

## Biografia
Iscritto all'Università di Padova nella facoltà d'ingegneria, dopo l'Armistizio di Cassibile segue Egidio Meneghetti nella Resistenza, si trasferisce in Friuli dove assume il comando del Battaglione "Monte Nero" delle Brigate Osoppo.
Dopo diverse azioni militari contro le linee ferroviarie, viene catturato dai tedeschi assieme all'amico Giovanni Bertoldi.
Dalle SS viene trasportato a Raspano dove Luigi viveva, prima di essere impiccati i due giovani tentano la fuga, ma vengono uccisi da una raffica di mitra, per vendicarsi le SS danno fuoco alla casa paterna.

## Riconoscimenti
L'Università di Padova dopo la liberazione gli ha assegnato la laurea Honoris causa.